# Ixalodectes whitei
Ixalodectes whitei är en insektsart som beskrevs av Rentz, D.C.F. 1985. Ixalodectes whitei ingår i släktet Ixalodectes och familjen vårtbitare. Inga underarter finns listade i Catalogue of Life.